# Épagneul d'eau irlandais
L'épagneul d'eau irlandais ou chien d'eau irlandais (en irlandais : An Spáinnéar Uisce ; en anglais : Irish Water Spaniel) est une race de chien d'origine irlandaise. C'est un chien de taille moyenne, avec des oreilles tombantes, un poil long et bouclé sur tout le corps sauf le museau et la gorge et une queue dépourvue de poils bouclés à l'extrémité comparée à une « queue de rat ». Cette dernière caractéristique lui vaut les surnoms de whip tail (queue en forme de fouet) et rat-tail (queue de rat). La robe est de couleur marron puce unie.
L'épagneul d'eau irlandais est un chien de chasse, généralement destiné à être un chien d'eau, du fait de son poil huilé bien adapté aux milieux humides.
Il est en général supposé que la race s'est développée à partir de chiens persans parvenus en Irlande en passant par l'Espagne. La présence de la « queue de rat », qui n'existe chez aucune autre race de chien du groupe 8, est peut-être un indice que l'épagneul d'eau irlandais est une race issue d'un ancêtre d'Irlande. L'existence de chiens d'eau chassant la sauvagine est attestée en Irlande dès 1607. Le développement de la race par l'ouverture d'un livre des origines a commencé dès le milieu du XIXe siècle ; le premier club d'élevage a été créé en 1890.